# Chariesthes cervina
Chariesthes cervina là một loài bọ cánh cứng trong họ Cerambycidae.